# Església de les Llars Mundet
L'Església de les Llars Mundet es troba dins del recinte Mundet, al barri de Montbau de Barcelona i està catalogada com a bé cultural d'interès local.

## Història
El 1927, la Diputació de Barcelona hi va iniciar la construcció d'un edifici que havia de substituir les dependències de la Casa de la Caritat del Raval, però les obres van quedar inacabades. El 1954, l'empresari empordanès Artur Mundet, establert a Mèxic, es va fer ressò d'una demanada que havia realitzat el president de la Diputació i va donar 40 milions de pessetes per a fer el conjunt residencial i assistencial. El 14 d'octubre del 1957, el general Franco va inaugurar el recinte amb un conjunt d'edificis moderns i ben preparats destinats a l'atenció d'orfes, ancians, necessitats i malalts, entre els quals es trobava l'església de les Llars Mundet.
L'arquitecte Manuel Baldrich s'inspirà en models de l'arquitectura nòrdica, especialment Alvar Aalto, i per a decorar el temple cridà un grup d'artistes actuals en aquells moment: Josep Maria Subirachs, Eudald Serra, Joan Josep Tharrats, Jordi Domènech, Joan Vila i Grau i Will Faber.

## Descripció
És de planta de creu llatina amb una torre campanar exempta. La façana principal és d'obra vista. No hi ha cap finestra o rosassa i tot l'espai està ocupat pel gran baix relleu El Salvador de la humanitat dolençosa, obra d'Eudald Serra. A la part baixa un porxo de formigó armat recolzat sobre columnes de ferro aixopluga la porta principal de vidre i fusta. La façana es corona amb una forma triangular, que ressegueix el perfil de la coberta a dues aigües, i una creu blanca al vèrtex.
L'interior és d'una sola nau, amb una llum de 20 m, amb el sostre a dues vessants, transsepte i absis poligonal. Als peus hi ha un cor amb orgue. Recollint la tradició gòtica, als murs s'obren finestrals que omplen de llum i color l'interior, però aquí el concepte es porta a l'extrem i els murs s'obren de dalt a baix per uns grans vitralls rectangulars que doten d'un ritme sistemàtic a la nau. En aquests vitralls en general hi ha una voluntat de geometrisme i de barreja de colors. Els de l'esquerre, segons s'entra a l'església, són obra de Jordi Domènech i al·ludeixen a les obres de misericòrdia espiritual. Els del costat dret fan referència a les obres de la misericòrdia corporals i a Sant Joaquim, Sant Antoni de Pàdua i Sant Joan Bosco; són obra de Joan Vila i Grau i en elles va fer ús a la tècnica del grattage (traços que es fan amb polsim de ferro o coure sobre el vidre) gràcies al qual s'aconsegueixen diferents textures. Per acabar, Will Faber va fer les tres vidrieres del presbiteri dedicades a les Virtuts Teologals (Fe, Esperança i Caritat) i les del creuer que representen les Virtuts Cardinals (Prudència, Justícia, Fortalesa i Temperança); aquestes estilísticament s'apropen a l'Informalisme.
L'absis està presidit per una gran escultura de la Puríssima en alabastre, obra de Joan Rebull, i el mur va ser pintat per Joan Josep Tharrades amb unes taques verdoses i blaves que remeten al fons marí; per aquesta pintura, que és pur cromatisme dins l'abstracció, se'l va qualificar de tachisme. L'altar major, obra de Josep Maria Subirachs, és una gran bloc de pedra on es representa el Sant Sopar amb dotze calzes que representen els apòstols, onze estan drets i un tombat en referència a Judes. Darrere l'altar hi ha un Crist crucificat de ferro forjat que també és obra de Subirachs. D'aquest autor també són els ambons, un crucifix del creuer, la pica baptismal i les torxes.
A l'exterior la torre campanar és de planta rectangular i fa 45 m d'alçada. És d'obra vista i s'obren petites obertures rectangulars fins a arribar a la part superior on hi ha unes grans obertures rectangulars. Sota aquests finestrals hi ha un rellotge a la cara frontal. El sostre és pla i es corona amb una creu de ferro.